# Turners Hill
Turners Hill – wieś w Anglii, w hrabstwie West Sussex, w dystrykcie Mid Sussex. Leży 57 km na północny wschód od miasta Chichester i 45 km na południe od Londynu. W 2001 miejscowość liczyła 1849 mieszkańców.